# کنسولگری سابق بریتانیا در مشهد

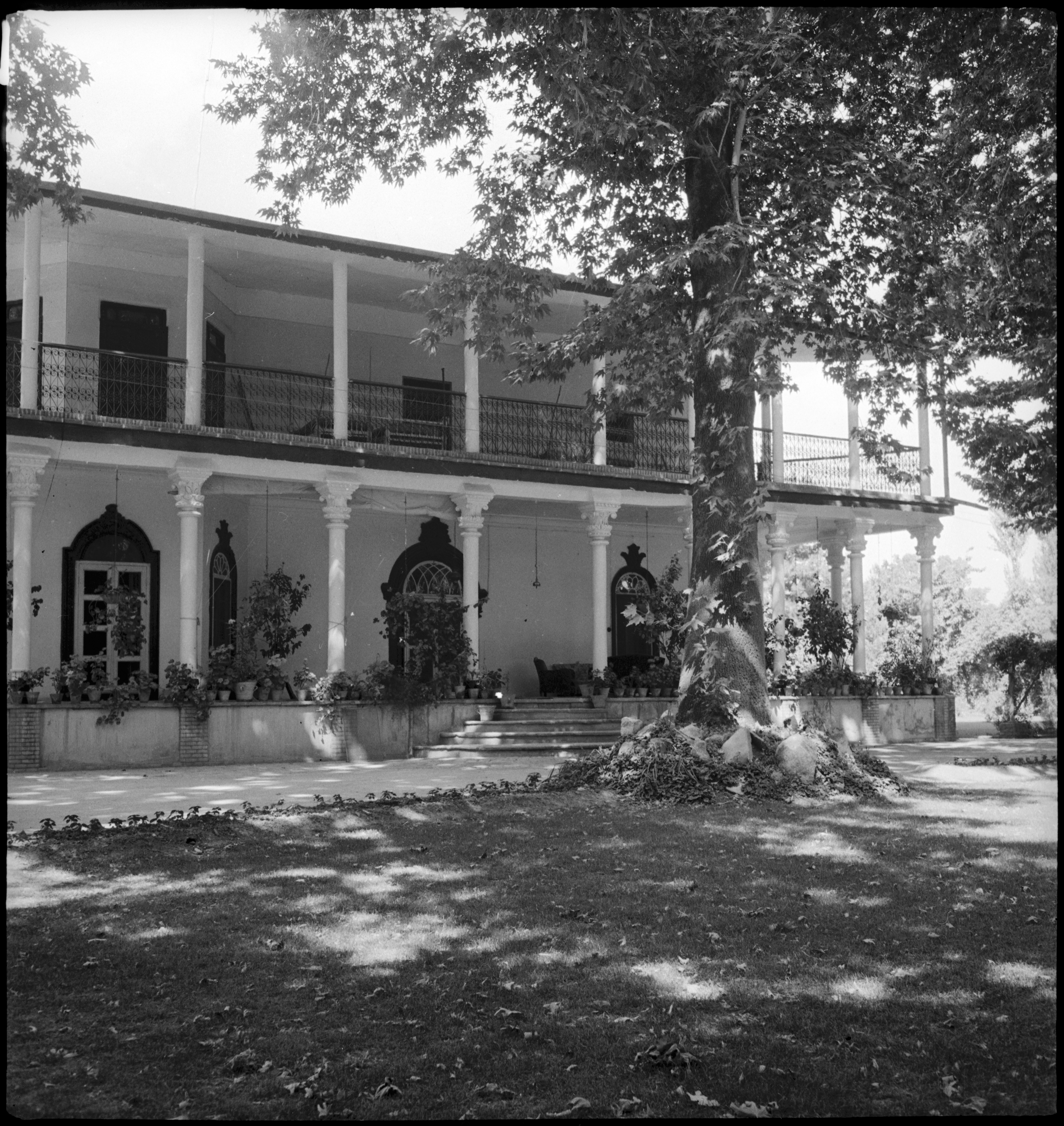
ساختمان کنسولگری سابق بریتانیا در مشهد (عکس از آنه ماری شوارتسنباخ در ۱۹۳۹)

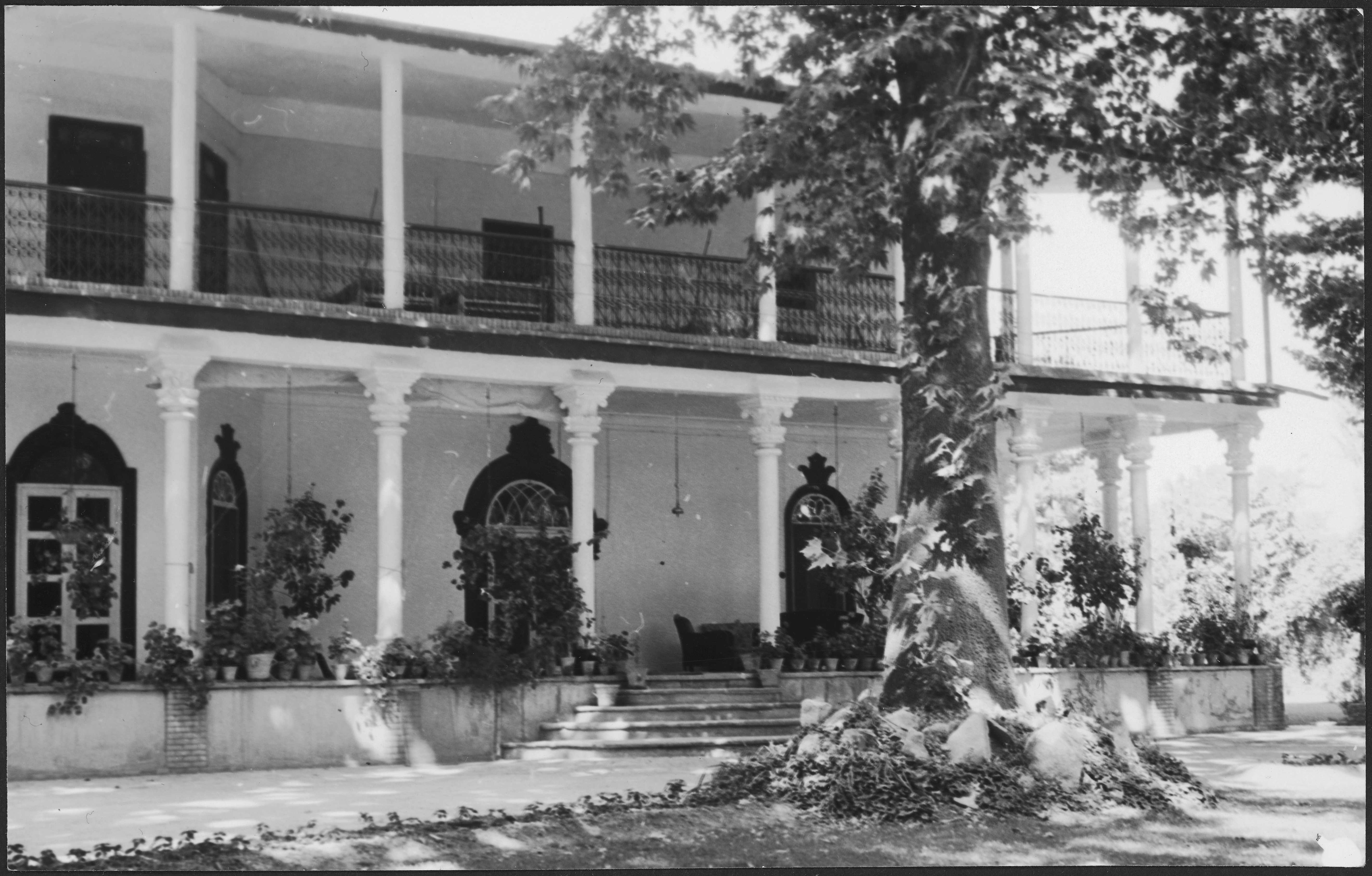

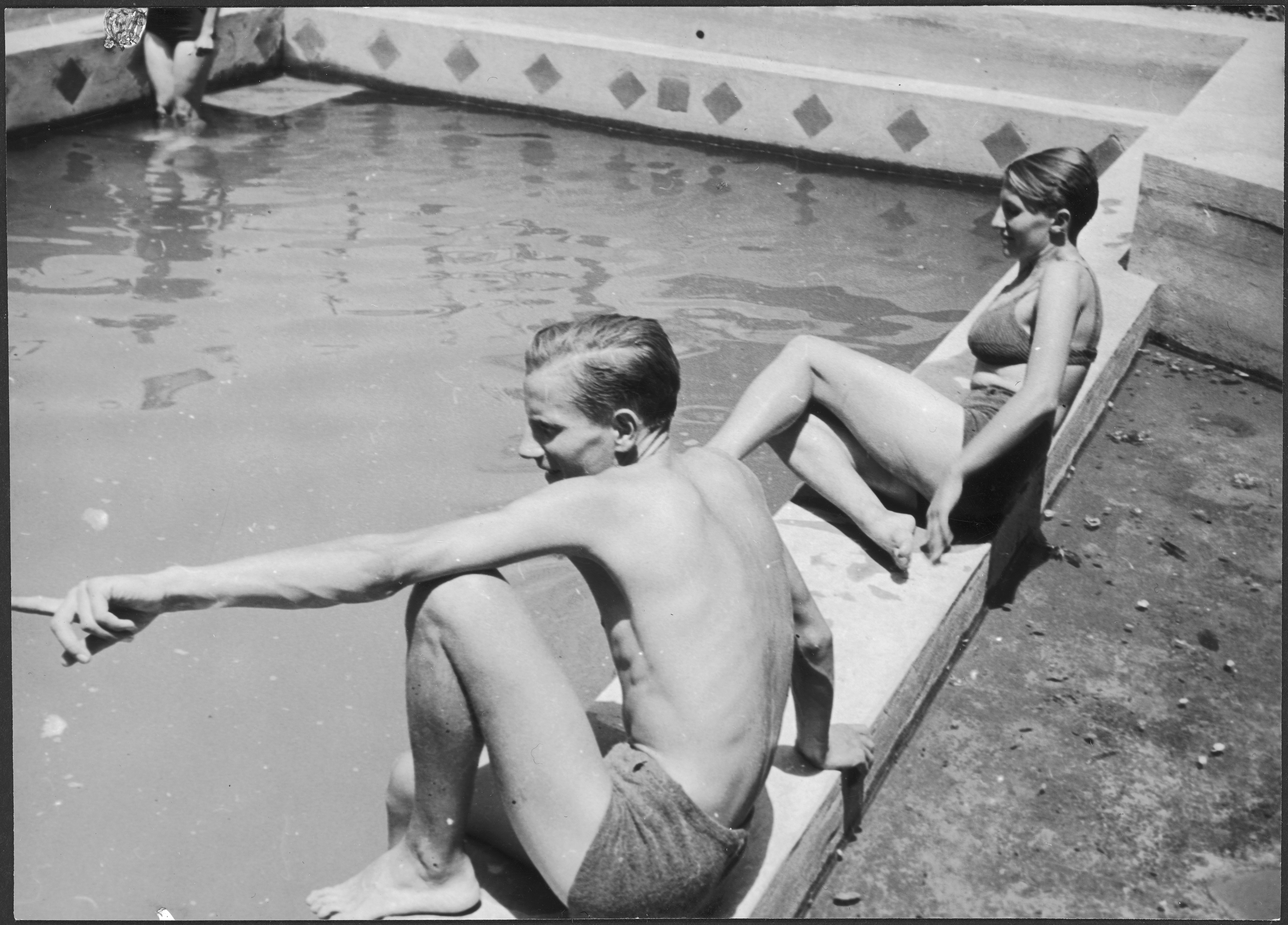

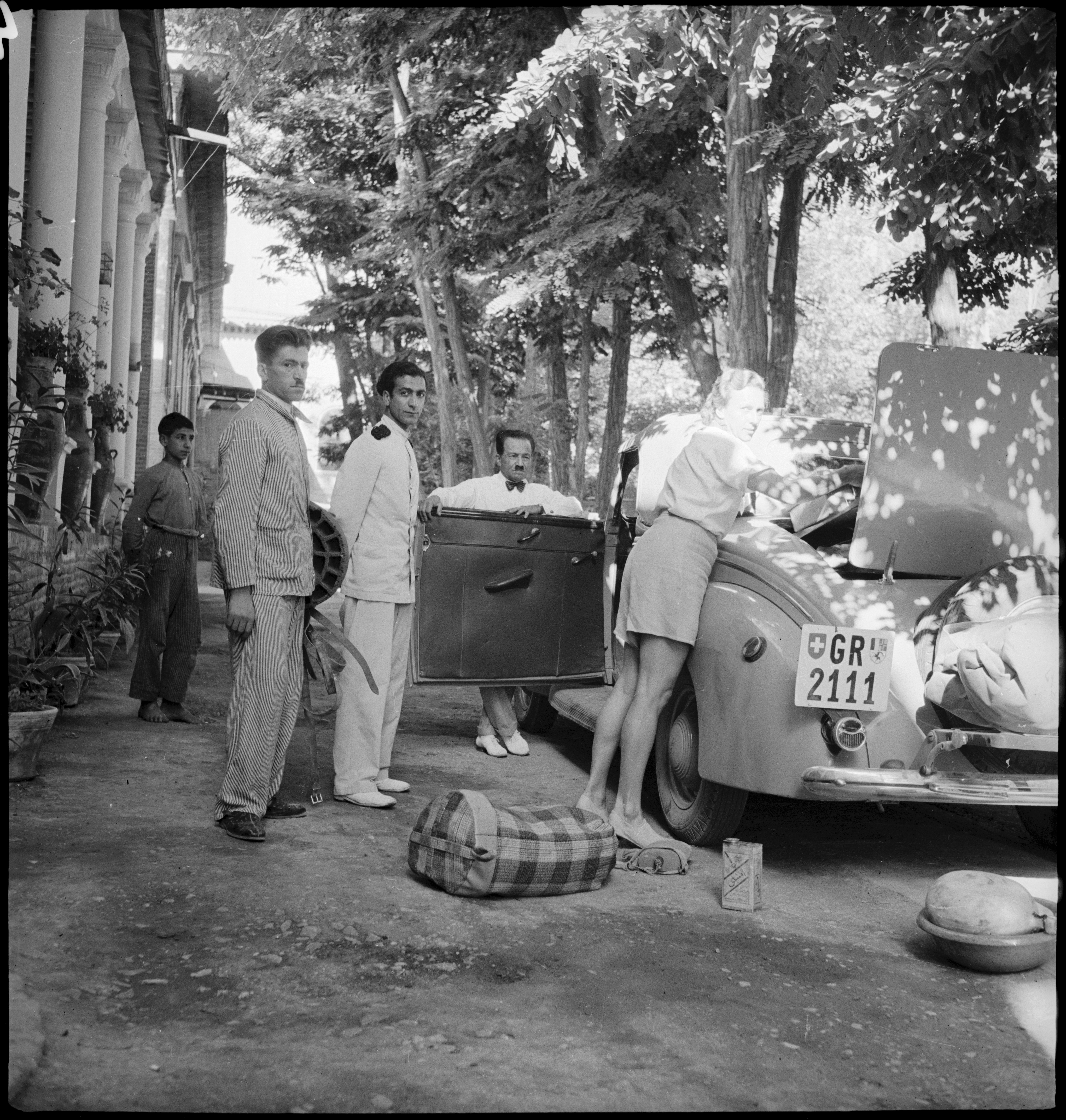

کنسول‌گری بریتانیا در مشهد یک مکان دیپلماتیک و سیاسی بود که در کوران رقابت روسیه و بریتانیا در مشهد ایجاد شد. این کنسولگری توسط سرهنگ چارلز مک‌لین از افسران حکومت بریتانیا در هند در اول فوریه ۱۸۸۹ تأسیس شد. 
کنسول‌های مستقر در این کنسولگری مستقیماً از طرف حکومت هند منصوب می‌شدند. مقر این کنسولگری یکی از زیباترین و بزرگترین ساختمان‌های کنسولگری در ایران بود.
بریتانیا در خراسان به غیر از مشهد توانست در بیرجند هم کنسولگری تأسیس کند. ویلیام ریچارد هاسن از ۲۱ دسامبر ۱۹۰۹ به عنوان نایب کنسول آغاز به کار کرد.

این کنسولگری بعدها به دولت پاکستان واگذار شد.

## ساختمان و محوطه
اسکراین، سرکنسول انگلستان در خراسان، می‌نویسد: «... سرکنسولگری مشهد، ساخته‌شده در سال ۱۸۸۹، از نظر وسایل آسایش در کادر سرویس خارجی دولت هند یکی از مجهزترین کنسولگری‌ها به‌شمار می‌رفت. این عمارت که دارای سبک کهن بود، گرم‌کردنش دشوار بود، اما جادار و راحت بود. باغ پرسایه‌اش به‌گونه‌‌ای شگفت‌انگیز، پرمحصول بود و آن را بین کارمندان تقسیم کرده بودیم. این باغ برای نگه‌داری به سه نفر باغبان نیازمند بود و یک دولت مهربان مزدشان را می‌پرداخت...»

## کنسول‌ها
- قاجار
  - ۱ فوریه ۱۸۸۹ – سرهنگ چارلز مک‌لین
- دوره پهلوی
  - ۱۹۲۷ – سرهنگ دوم سرهیووینسنت بیسکو
  - ۱۹۳۰ – سرهنگ دوم سرچارلز جانسن بارت
  - ۱۹۳۵ – سرهنگ دوم کلایوکرک پاتریک دالی
  - ۱۹۳۶ – گایلز فردریک اسکوایر
  - ۱۹۳۶ – گایلز اسکوایر